# Коефіцієнт розмноження на швидких нейтронах
Коефіцієнт розмноження на швидких нейтронах μ — показник, що враховує вплив поділу ядер 238U швидкими нейтронами на хід ланцюгової реакції в реакторі на теплових нейтронах.

## Розмноження на швидких нейтронах
У реакторах на теплових нейтронах з ядерним паливом з низькозбагаченого урану (<5 %) концентрація 238U у багато разів більша від концентрації 235U. Поділів ядер 235U швидкими нейтронами дуже мало, і їх зазвичай не беруть до уваги. Однак число поділів ядер 238U нейтронами з енергією En>1,0 МеВ може бути значним, і вони справляють помітний вплив на хід ланцюгової реакції. 

### Гомогенне середовище
У гомогенній активній зоні ядра 238U оточені великою кількістю ядер сповільнювача. Нейтрони поділу, проникаючи через оточення, з більшою ймовірністю зазнають зіткнень з легкими ядрами і гальмуються до енергій, нижчих від порога поділу 238U. Внаслідок цього коефіцієнт розмноження на швидких нейтронах в гомогенних реакторах мало відрізняється від одиниці.

### Гетерогенне середовище
У гетерогенном реакторі швидкі нейтрони рухаються спочатку в ТВЕЛах серед ядер 238U. Тому ймовірність зіткнення з ядром 238U і його поділу в гетерогенному реакторі значно більша, ніж у гомогенному реакторі. Вона залежить від шляху швидкого нейтрона в ядерному паливі, тобто від розмірів ТВЕЛів, концентрації 238U, а також від кроку решітки а. У товстому ТВЕЛі швидкий нейтрон проходить більший шлях, ніж в тонкому, отже, і коефіцієнт розмноження на швидких нейтронах у першому випадку більший, ніж у другому. Якщо крок сітки a набагато перевищує довжину розсіювання швидкого нейтрона у сповільнювачі {\displaystyle \lambda _{S}}, то більшість швидких нейтронів потрапляє в інший ТВЕЛ, сповільнившись до енергій En<1,0 Мев. Тому коефіцієнт μ для сіток з кроком {\displaystyle a\gg \lambda _{S}} визначається тільки розмірами і складом ТВЕЛа. Наприклад, для стрижнів з природного урану радіусом R см
μ ≈ 1 + 1,75× 10−2R.
У водо-водяних реакторах ТВЕЛи утворюють тісну решітку ({\displaystyle a\ll \lambda _{S}}). Таким розташуванням ТВЕЛів зменшують поглинання теплових нейтронів у воді. У тісних решітках нейтрони ділення встигають пройти кілька ТВЕЛів до сповільнення нижче порогової енергії ділення 238U. Найбільш високий коефіцієнт розмноження на швидких нейтронах у ВВЕР. Для відношення ядер водню і 238U NH/N8>3 коефіцієнт розмноження на швидких нейтронах розраховують за наближеною формулою:
μ ≈ 1 + 0,22(N8/NH).
Розрахуємо коефіцієнт розмноження на швидких нейтронах:
1. Для уран-графітової решітки з а=14 см і діаметром стрижня з природного урану 3 см. Довжина розсіювання в графіті λS=2,5 див. Тому крок уран-графітового решітки {\displaystyle a\gg \lambda _{S}}. Отже, {\displaystyle \mu =1+1,75\cdot 10^{-2}\cdot 1,5\approx 1,026.}
2. для ВВЕР з NH/N8=5. Коефіцієнт μ для ВВЕР σ=1+0,22·0,2=1,044.